# Danielum ixbauchac
Danielum ixbauchac är en kräftdjursart som beskrevs av Vázquez-Bader och Gracia 1995. Danielum ixbauchac ingår i släktet Danielum och familjen Pilumnidae. Inga underarter finns listade i Catalogue of Life.